# Костянтин Рудановський (генерал)
Костянтин Рудановський (17 червня 1849, Чернігівська губернія, Російська імперія) – генерал-лейтенант Російської імператорської армії українського шляхетського походження. Учасник Московсько-Турецької війни (1877 – 1878). Агент МЗС Російської імперії в органах влади Болгарського князівства.

## Життєпис
Костянтин Рудановський народився 17 січня 1849 в родині спадкової шляхти Чернігівської губернії.
Закінчив Чернігівську класну гімназію.
На військовій службі – з 1 вересня 1867.
Закінчив 2-ге Костянтинівське військове училище, яке готувало офіцерів артилерії.
15 серпня 1870 Рудановському присвоєне звання прапорщика, а 8 квітня 1873 – звання лейтенанта. Служив у Лейб-гвардії Павлівського полку, де був проведений в підпоручика гвардії (08.04.1873) та поручика (30.08.1874). В цьому чині він почав свою участь у Московсько-Турецькій війні (1877 – 1878).
Залишаючись в складі Павлівського полку, він служиив офіцером для доручень в Громадянській канцелярії при штабі Дунайської армії. На початку літа 1877 наказом князя Черкаського переведений в тільки-що звільнену генералом Й. Гурко Тирновську область і призначений начальником Управління Єленського військово-адміністративного округу — місто Єлена (болг. — Еленско военноокръжие).
В районі було неспокійно, в околицях населених пунктів бродили банди башибузуків, турецькі солдати, що відстали  і просто розбійники, що займалися грабунками, вбивствами. Для захисту населення і знешкодження бандитів в розпорядження Костянтина Рудановського була надана рота солдатів і відділення донських козаків. А потім 22 листопада сталвся прорив турецької армії по
цьому напрямку, і він був одним з останніх, хто покинув місто. Коли 17—18 грудня 1877 місто було відвойоване, Рудановський був у перших лавах частин, які штурмували укріплення турків.
Відступаючі турки спалювали все на своєму шляху. Так була знищене село Беброво. Люди, що опинилися без даху над головою, навесні мали відбудовуватися заново. Треба було вирішити де будувати село: на старому згарищі або на новому місці. За сприяння Костянтина Рудановського імператорський російський комісар у Болгарії, князь Олександр Дондуков-Корсаков, підписав дозвіл побудувати село на новому місці. Було вирішено, що село буде розташоване поблизу села Ахмедлій. Село було спроектоване штабс-капітаном (з 16 квітня 1878) Рудановським. Будівництво було здійснене за допомогою керованих ним солдат. Спочатку були побудовані заїжджий двір і 14 будинків.
Рудановський також пожертвував частину коштів на створення будівлі, яка діяла як громадський центр, церква, читальня і школа. Придбав і власну землю.
На перший схід села Рудановський привів своїх солдатів. Незважаючи на зливу, були проведені змагальні єдиноборства і переможці були нагороджені особисто Костянтином Рудановським. Це поклало
початок проведення в селі таких змагань з боротьби впродовж довгих років.
Однією з перших споруд в селі Костянтин, названого вдячними жителями ім'ям її творця, була церква. Збір коштів почався в 1879 і Костянтин Рудановський пожертвував на храм 12000 грошів (1 гріш дорівнював 20 стотинкам). Наприклад: за тиждень
роботи наймит отримував 40 грошів). Потім, на його прохання Ольга Скобелєва, мати генерала М. Скобелєва, забезпечила церкву церковним одягом і начинням. Рудановський протягом усього часу свого перебування в Болгарії, та й після від'їзду з країни, допомагав бідним, надавав підтримку, в тому числі і матеріальну, при здійсненні різних культурних, громадських та ін. починань.
У 1878 Костянтину Рудановському було доручено сформувати 13-й піхотний загін Болгарського земського війська. Він керував цим загоном з 1878 по 12 жовтня 1884, за винятком періоду з 19 жовтня 1880 до 5 вересня 1881, коли Рудановський був призначений начальником Управління Тирновського військового округу (18 жовтня 1880), а потім командиром Самоковської 4-ї піхотної роти (17 квітня 1881).
12 липня 1878 року призначений командиром 21-ї Єленської піхотної роти та начальником Єленського військового округу.
На військовій службі в російській армії був командиром роти (3 роки і 2 місяці) і командиром батальйону (4 роки і 6 місяців).
6 жовтня 1979 офіційно звільнений з російської служби.
На час його служби в Болгарському земському війську, служба і просування Рудановського по службі в Російській армії було призупинено.
Рудановський вклав багато зусиль щоб створити боєздатний загін молодої Болгарської армії. З ним він в 1879 — 1880 успішно брав участь у розгромі розбійницьких банд під керівництвом Селіма Пехлівана і Делі Імама, що бешкетували в Північно-східній Болгарії. При виконанні цього завдання в його розташування надійшли відомі діячі болгарської націонал-визвольної боротьби, воєводи Панайот Хитов і Желю Христов з керованими ними загонами (болг. — чети). Спільні зусилля увінчалися успіхом, загони турків знищені, а Селім Пехліван був страчений в Шумені.
30 серпня 1883 року Костянтин Рудановський був зведений в чин підполковника Болгарської армії.
12 жовтня 1884 року, коли в Болгарії починалося створення піхотних полків, він був призначений командиром 6-го піхотного Тирновського полку. Відмінна підготовка полку дала йому можливість успішно воювати, але вже не під командуванням Костянтина Рудановського, під Драгоманом, Царібродом, Піротом і Кулою під час Сербсько-болгарської війни в листопаді 1885. У цій війні болгарська армія захищала возз'єднання Болгарського князівства зі Східною Румелією, що відбулося 6 вересня (в той період відносини між Болгарією і Російською імперією були ворожими і, заявивши про протест проти акту возз'єднання, Російська імперія 9 вересня 1885  відкликала з Болгарії всіх російських офіцерів).
Отож 6 листопада 1885 Костянтин Рудановський звільнився з Болгарської армії і повернувся до Російської імперії, до свого Лейб-гвардійського Павловського полку у званні капітана 8 квітня 1884.
30 серпня 1890 підвищений до звання полковника Російської армії. З 28 березня 1897 призначений командиром 5-го гренадерського Київського полку генерал-фельдмаршала князя Миколи Рєпніна полку.
Потім 6 вересня 1899 відбулося призначення його командиром Лейб-гвардії Фінляндського полку, чиїм командиром він пробув до 23 січня 1904.
9 квітня 1900 отримав звання генерал-майора

„Всегда сердечное отношение к своим подчинённым, особенно к офицерам, снискало генералу Рудановскому искреннее расположение и память о нём в полку осталась самая лучшая”.

Залишаючись в списках Лейб-гвардії Фінляндського полку, Костянтин Рудановський з 23 січня 1904 був призначений
командиром 2-ї бригади 1 Гвардійської піхотної дивізії.
Після звільнення відвідав Болгарію, пожертвувавши свою землю на будівництво школи, що діє і донині. На його честь село було перейменоване на Константин. В центрі села встановлений пам’ятник генералу Рудановському.
Генерал-майор Костянтин Рудановський помер 23 березня 1914.

## Військові звання
- Прапорщик російської армії (15 серпня 1870)
- Лейтенант російської армії (8 квітня 1873)
- Лейтенант російської армії (30 серпня 1874)
- Штабний капітан російської армії (16 квітня 1878)
- Майор болгарської армії (16 квітня 1878)
- Підполковник болгарської армії (30 серпня 1883)
- Капітан російської армії (8 квітня 1884)
- Полковник російської армії (30 квітня 1890)
- Генерал-майор російської армії за відзнаку (9 квітня 1900)
- Генерал-лейтенант російської армії.

## Освіта
- Чернігівська класна гімназія
- Друге військове Костянтинівське училище

## Займані посади
- Командир Єленської піхотної роти № 21 (з 12 липня 1878)
- Начальник Єленського військового округу (з 12 липня 1878)
- Начальник Тарновського військового округу (з 18 жовтня 1880)
- Командир Самоковської 4-ї стрілецької роти (від 17 квітня 1881)
- Командувач 6-го піхотного тирновського полку (12 жовтня 1884 – 9 вересня 1885)
- Офіцер з 5го Київського гренадерського полку генерал-фельдмаршала князя Миколи Рєпніна (28 березня 1897 – 6 вересня 1899)
- Командир Фінського лейбгвардійського полку (6 вересня 1899 – 23 січня 1904)
- Командир 2-ї бригади 1-ї гвардійської піхотної дивізії (з 23 січня 1904)

## Нагороди
- Орден «Св. Володимира» IV ступеня з мечами та стрічкою (1877)
- Орден «Св. Анна» ІІІ ступінь з мечами та стрічкою (1878)
- Князівський орден «Св. Олександр» V ступінь, Болгарія (1883)
- Князівський орден «Св. Олександр» ІІІ ступінь, Болгарське князівство (1896)
- Орден «Св. Володимир» III ступеня (1899)
- Орден «Св. Станіслав» I ступінь (1903)
- Орден «Св. Анна І ступеня (1906)
- Князівський орден «Св. Олександра» II ступеня, Болгарія
- Орден Лева і Сонця, Персія 2 ступеня з зіркою
- Золота зірка Бухари
- Офіцерський хрест Почесного легіону, Франція

## Родина
Батько Костянтина, Адріан Рудановський, був зведений у 1833 в титульні радники, а в 1860 нагороджений орденом Св. Володимира 4 ступеня. Мати, Ольга (1820 — 1856), похована у селі Сачковичі Климовського району, Брянської області (у минулому — Чернігівська губернія), де, імовірно, був родовий маєток Рудановських.
У Костянтина були сестра Олімпіада (1843 — ?) і два брата: Олександр (1842 — 27 липня 1904), Нікольський цвинтар, Санкт-Петербург) в сл. і клас. чині з 1861, дійсний статський радник з 1881, у відставці з 1888 і Капітон (1861 — ?), що народився, ймовірно, у другому шлюбі батька.